# Relations entre l'Azerbaïdjan et l'Inde

Les relations entre l'Azerbaïdjan et l'Inde sont les relations bilatérales entre l'Inde et l'Azerbaïdjan.

## Histoire
Les relations azerbaïdjanaises-indiennes sont anciennes et matures. De nombreuses grandes personnalités, dont  S. Radhakrishnan, l'ancien Premier ministre J. L. Nehru, ont visité Bakou dans le passé. L'éminent artiste azéri R. Behbudov a également fait la promotion de la musique et de l'art azéri dans les deux pays. Elmira Rahimova, une chanteuse azérie, a également étudié la danse et la musique indiennes pendant son séjour en Inde.
Depuis l'époque de la route de la soie qui reliait l'Azerbaïdjan à l'Inde, de nombreuses preuves confirment les liens passés. Certains temples hindous comme symbole des anciennes connexions se trouvent également à Bakou. Les habitants d'Azerbaïdjan se souviennent encore des interactions historiques.

## Relations économiques
Le commerce bilatéral de l'Inde avec l'Azerbaïdjan n'a cessé de croître ces dernières années. Le secteur pharmaceutique indien est établi en Azerbaïdjan et de nombreuses sociétés pharmaceutiques indiennes sont présentes en Azerbaïdjan. Certains articles importés directement et indirectement de l'Inde sont les vêtements et les textiles, les technologies de l'information, les produits alimentaires et la machinerie lourde, les cartes électroniques, les chaudières à vapeur et d'autres équipements d'usine.
Le volume des échanges est passé de 50 millions de dollars (2005) à 250 millions (2015). L’importation principale de l’Inde d’Azerbaïdjan est le pétrole brut.

## Coopération énergétique
L'Inde et l'Azerbaïdjan ont signé pour explorer les perspectives d'avenir dans le secteur des énergies renouvelables, l'efficacité énergétique et divers projets à venir dans le pétrole et le gaz et les pipelines, etc. La société indienne GAIL a également signé un protocole d'accord avec la société azerbaïdjanaise SOCAR ont signé des protocoles d'accord pour explorer les opportunités commerciales dans projets pétrochimiques.
Le volume des échanges est passé de 50 millions de dollars (2005) à 250 millions (2015). L’importation principale de l’Inde d’Azerbaïdjan est le pétrole brut. Les principales exportations de l’Inde en Azerbaïdjan comprennent: les médicaments, les machines, les vêtements et les textiles, le thé, la viande, les équipements de transformation des aliments, les cartes électroniques, les chaudières à vapeur et les autres équipements des usines.

## Chemin de fer Qazvin - Rasht - Astara
Les deux parties construisent le chemin de fer Qazvin - Rasht - Astara (Iran) -Astara (Azerbaïdjan) dans le cadre du corridor de transport Nord-Sud. Initialement, il est proposé de transporter environ six millions de tonnes métriques par an et plus à l'avenir par cette route. Il va améliorer les relations commerciales entre l'Iran et l'Azerbaïdjan et, à un stade ultérieur, de nombreux autres pays, dont l'Inde et la Russie, bénéficieront de ce réseau. À l'avenir, il fera également partie du corridor de transport international Nord-Sud.

## Relations culturelles
Les liens culturels entre l'Azerbaïdjan et l'Inde sont étroits. L'éminent poète persan Nizami Gandjavi était bien connu de l'époque d'Amir Khusrau, l'un des célèbres poètes et compositeurs de musique des années 1800. Quelques autres noms importants sont Rachid Behbudov, un chanteur célèbre qui était également l'ami de l'acteur indien Raj Kapoor. Dans une grande partie du monde musulman non arabe, fêter Norouz, le festival qui marque l'arrivée du printemps et le début de la nouvelle année.

## Relations diplomatiques
L'Inde a reconnu l'indépendance de l'Azerbaïdjan en 1991. La mission permanente de l'Inde à Bakou a été ouverte en 1999 et le centre de représentation de l'Azerbaïdjan à New-Delhi en 2004. Les accords:
Le premier accord bilatéral a été signé en juin 1998. L'accord portait sur le "Traité de coopération économique et technique", qui a conduit à la création de la commission intergouvernementale commerciale indo-azerbaïdjanaise.
D'autres traités comprennent:
- Coopération économique, scientifique et technologique (avril 2007)
- L'Accord sur les communications aériennes entre le gouvernement de l'Azerbaïdjan et le gouvernement de l'Inde (avril 2013)
- "Accord sur l'assistance juridique et judiciaire aux affaires civiles et commerciales entre la République d'Azerbaïdjan et la République de l'Inde"
- "Le traité d'entraide judiciaire en matière pénale entre la République de l'Inde et la République de l'Inde"
- Le traité sur les livraisons entre la République d'Azerbaïdjan et la République de l'Inde
- Protocole de coopération entre le Ministère des affaires étrangères de la République d'Azerbaïdjan
- Éviter la double imposition
- Protocole sur la ratification du traité sur l'assistance juridique et judiciaire aux affaires civiles et commerciales[9]